# Убийство Дзюнко Фуруты
Дзюнко Фурута (яп. 古田 順子 Фурута Дзюнко; 18 января 1971, Мисато, Сайтама, Япония — 4 января 1989, Адати, Токио, Япония) — японская девушка, ставшая жертвой одного из самых жестоких убийств, совершённых в Японии. В ноябре 1988 года была похищена четырьмя злоумышленниками и на протяжении нескольких недель удерживалась в доме родителей одного из похитителей. Девушка подвергалась сексуальному насилию и жестоким пыткам и умерла 4 января 1989 года в возрасте 17 лет. Это преступление считается «самым страшным преступлением против ребенка» в послевоенной Японии.

## Преступление
25 ноября 1988 года четверо молодых людей (известно, что одному из них на тот момент было 17 лет) Хироси Мияно (яп. 宮野 裕史), Дзё Огура (яп. 小倉 譲), Синдзи Минато (яп. 湊 伸治) и Ясуси Ватанабэ (яп. 渡邊 恭史) похитили 17-летнюю учащуюся старшей школы Дзюнко Фурута, проживавшую в городе Мисато. На протяжении нескольких недель преступники насильственно удерживали её в доме родителей одного.
Чтобы затруднить работу полиции, похитители принудили Фуруту позвонить своим родителям и сказать, что она сбежала из дома, сейчас находится у друга, и ей ничего не угрожает. Также они заставляли её в присутствии хозяев дома выдавать себя за девушку одного из парней. Девушка несколько раз пыталась сбежать, неоднократно умоляла родителей одного из преступников помочь ей, но те ничего не предприняли, опасаясь мести Мияно, который на тот момент был главарём небольшой группировки якудза и угрожал расправой любого, кто будет ему препятствовать.
По признанию похитителей, они вчетвером насиловали Фуруту, избивали металлическими прутьями и клюшками для гольфа, вводили инородные объекты (например, электролампочку) во влагалище, заставляли пить собственную мочу и есть тараканов, вставляли петарды в анус и поджигали их, заставляли её мастурбировать, резали соски, бросали на живот гантели, жгли её сигаретами и зажигалками. Один из ожогов был нанесён в качестве наказания за попытку позвонить в полицию. В определённый момент раны Фуруты стали настолько болезненны, что она не могла ходить и передвигалась, медленно ползая. Фурута неоднократно умоляла преступников убить её, чтобы избавиться от мучений. Также преступники признались, что помимо них были ещё люди, знавшие о похищении девушки и удержании её в доме, но принимали ли те участие в пытках Фуруты, осталось неизвестным.
4 января 1989 года, использовав в качестве повода проигрыш в маджонг, Фуруту избили грифом от штанги, вылили на неё жидкость из зажигалки и подожгли. От полученных ожогов девушка умерла. Преступники утверждали, что не осознавали, насколько сильными были ранения Фуруты, решив, что она притворяется.
5 января 1989 года тело Фуруты поместили в бочку, заполнили её цементным раствором и оставили на заброшенной стройке в Кото.

## Арест и наказание
По японскому законодательству, во время судебного процесса имена подсудимых не разглашались. Однако издание Shukan Bunshun всё же предало публичной огласке личные данные убийц, аргументируя это тем, что «права человека на скотов не распространяются». Личные данные и биография жертвы преступления также подробно освещались в СМИ.
Преступники признали вину частично: признались лишь в «нанесении телесных повреждений, повлёкших смерть потерпевшей», отвергнув обвинения в убийстве. В июле 1990 года преступники были приговорены к лишению свободы на сроки от 8 до 20 лет.
Родителей погибшей приговор не удовлетворил, и те обжаловали его и подали иск против родителей соучастника, в чьём доме произошло преступление. Часть обвинений была снята в связи с противоречащими уликами (сперма и лобковые волосы, обнаруженные на трупе убитой, не совпадали со спермой и лобковыми волосами осужденных). Поэтому поданный иск был оставлен без рассмотрения.
Хироси Мияно, признанный главным преступником и отсидел в колонии 20 лет, до 2009 года. Дзё Огура, признанный его первым помощником, а также Синдзи Минато и Ясуси Ватанабэ провели в колонии для несовершеннолетних 8 лет и вышли на свободу в 1999 году. Все преступники, выйдя на свободу, сменили свои имена.

## Прочее
В июле 2004 года Камисаку (сменивший имя Дзё Огура) был задержан за избиение своего знакомого Такатоси Исоно (伊園 登俊), который, по утверждениям задержанного, увёл его девушку. На этот раз Камисаку приговорили к семи годам лишения свободы. Камисаку, вышел из тюрьмы в 2011 году. В 2013 году Ёкояма (сменивший имя Хироси Мияно) был снова арестован, но освобождён из-за отсутствия доказательства его вины.
Убийство Дзюнко Фуруты нашло отражение в культуре. Ему посвящены два художественный фильма: «Дело об убийстве старшеклассницы» режиссёра Кацуя Мацумура и «Бетон» режиссёра Хирому Накамура.
Памяти Дзюнко Фуруты посвящены песни рок-группы the GazettE, синти-поп исполнителя Mr.Kitty, рэпера Travis Scott, альбом «Don’t Be Afraid Of Dying» продюсера электронной музыки Sewerslvt, а также манги 17-sai. и Shin Gendai Ryoukiden.